# Liachirus melanospilos
Liachirus melanospilos és un peix teleosti de la família dels soleids i de l'ordre dels pleuronectiformes.

## Hàbitat
Viu als estuaris.

## Distribució geogràfica
Es troba a les costes de Singapur, Indonèsia, les Filipines, Xina, Taiwan i Japó.